# Kokoy de Santos
Pour les articles homonymes, voir Santos (homonymie).
 (septembre 2021).
La mise en forme du texte ne suit pas les recommandations de Wikipédia : il faut le « wikifier ».
Les points d'amélioration suivants sont les cas les plus fréquents. Le détail des points à revoir est peut-être précisé sur la page de discussion.
- Les titres sont pré-formatés par le logiciel. Ils ne sont ni en capitales, ni en gras.
- Le texte ne doit pas être écrit en capitales (les noms de famille non plus), ni en gras, ni en italique, ni en « petit »…
- Le gras n'est utilisé que pour surligner le titre de l'article dans l'introduction, une seule fois.
- L'italique est rarement utilisé : mots en langue étrangère, titres d'œuvres, noms de bateaux, etc.
- Les citations ne sont pas en italique mais en corps de texte normal. Elles sont entourées par des guillemets français : « et ».
- Les listes à puces sont à éviter, des paragraphes rédigés étant largement préférés. Les tableaux sont à réserver à la présentation de données structurées (résultats, etc.).
- Les appels de note de bas de page (petits chiffres en exposant, introduits par l'outil «  Source ») sont à placer entre la fin de phrase et le point final[comme ça].
- Les liens internes (vers d'autres articles de Wikipédia) sont à choisir avec parcimonie. Créez des liens vers des articles approfondissant le sujet. Les termes génériques sans rapport avec le sujet sont à éviter, ainsi que les répétitions de liens vers un même terme.
- Les liens externes sont à placer uniquement dans une section « Liens externes », à la fin de l'article. Ces liens sont à choisir avec parcimonie suivant les règles définies. Si un lien sert de source à l'article, son insertion dans le texte est à faire par les notes de bas de page.
- La présentation des références doit suivre les conventions bibliographiques. Il est recommandé d'utiliser les modèles {{Ouvrage}}, {{Chapitre}}, {{Article}}, {{Lien web}} et/ou {{Bibliographie}}. Le mode d'édition visuel peut mettre en forme automatiquement les références.
- Insérer une infobox (cadre d'informations à droite) n'est pas obligatoire pour parachever la mise en page.

Pour une aide détaillée, merci de consulter Aide:Wikification.
Si vous pensez que ces points ont été résolus, vous pouvez retirer ce bandeau et améliorer la mise en forme d'un autre article.
 (octobre 2021).
Ronald Marquez de Santos Jr. (né le 15 mai 1998), connu sous le nom de Kokoy de Santos (prononcé Ko-hoy), est un acteur, chanteur, danseur et mannequin philippin. Son film Fuccbois était une entrée officielle au 15e Festival du film indépendant des Philippines Cinemalaya qui lui a permis de faire une pause dans le métier d'acteur.
En mai 2020, il a été choisi comme l'un des acteurs principaux de la série Netflix Gameboys. Produite par The IdeaFirst Company, il s'agit d'une série Boys Love (BL) aux Philippines qui aborde l'histoire de deux jeunes garçons qui se sont rencontrés en ligne au milieu de la pandémie de COVID-19. Il joue le rôle de Gavreel Alarcon aux côtés d'Elijah Canlas qui interprète le rôle de Cairo Lazaro, célèbre streamer de jeux en ligne, dans cette web-série en treize épisodes.

## Filmographie

### Webséries
| Année | Titre       | Rôle                                           |
| ----- | ----------- | ---------------------------------------------- |
| 2020  | Gameboys    | Gavreel Alarcon (rôle principal)               |
| 2020  | Oh, Mando ! | Armando "Mando" Deputado, Jr. (Rôle principal) |

### Télévision
| Année        | Titre                                  | Rôle                               | Réseau     |
| ------------ | -------------------------------------- | ---------------------------------- | ---------- |
| 2021-présent | Pepito Manaloto : Ang Unang Kuwento    | Patricio "Patrick" Generoso        | Réseau GMA |
| 2020         | Restez amoureux                        | lun                                | TV5        |
| 2020         | Dimanche midi en direct !              | Lui-même/Invité                    | TV5        |
| 2020         | Manger Bulaga!                         | Lui-même/Invité                    | Réseau GMA |
| 2020         | je suis toi                            | en pot                             | je veux    |
| 2020         | Maalaala Mo Kaya : Médaille            | Joseph                             | ABS-CBN    |
| 2020         | Ipaglaban Mo !                         | Manny                              | ABS-CBN    |
| 2019         | Maalaala Mo Kaya : Divet               | Jerry                              | ABS-CBN    |
| 2019         | La Mariée tueuse                       | Marvin Cruz                        | ABS-CBN    |
| 2018         | Ngayon à Kailanman                     | Carl                               | ABS-CBN    |
| 2018         | Maalaala Mo Kaya : Dalandan            | Long-long (Non crédité)            | ABS-CBN    |
| 2018         | Alamat Ng Ano                          | Étudiant (non crédité) (épisode 1) | ABS-CBN    |
| 2018         | Maalaala Mo Kaya : ordinateur portable | Charles                            | ABS-CBN    |
| 2018         | Maalaala Mo Kaya : Orasan              | Lorenzo                            | ABS-CBN    |
| 2018         | Pusong Ligaw                           | Caloy                              | ABS-CBN    |
| 2017         | Maalaala Mo Kaya : Magnétophone        | Von                                | ABS-CBN    |
| 2016         | Pinoy Boyband Superstar                | Concurrent                         | ABS-CBN    |
| 2016         | Le plus grand amour                    | Louis                              | ABS-CBN    |
| 2015         | Oh mon D!                              | Carlos Miguel "Micoy" Arellano     | ABS-CBN    |
| 2015         | Activité #ParangNormal                 | Gino                               | TV5        |
| 2013         | L'amant de mon mari                    | Jackson                            | Réseau GMA |
| 2013         | Kidlat                                 | Alvin                              | TV5        |
| 2011         | Futbolilits                            | Mercure "Merc" Almodovar           | Réseau GMA |

### Cinéma
| Année | Titre                                 | Rôle                                                                     | Société de production | Remarques                                                 |
| ----- | ------------------------------------- | ------------------------------------------------------------------------ | --------------------- | --------------------------------------------------------- |
| 2021  | Gameboy : le film                     | Gavreel Alarcon                                                          | La société IdeaFirst  |                                                           |
| 2020  | Comment mourir jeune à Manille        | À déterminer                                                             |                       | Court métrage ( Festival international du film de Busan ) |
| 2019  | Bienvenue à la maison                 | Terrence (Rôle de soutien)                                               |                       |                                                           |
| 2019  | Fuccbois                              | Miko (rôle principal)                                                    |                       |                                                           |
| 2018  | Roche de signal                       | Gabs (rôle de soutien)                                                   |                       |                                                           |
| 2016  | Mourir Belle                          | Miko (rôle de soutien)                                                   |                       |                                                           |
| 2015  | Enfant Kulafu                         | Robert (rôle de soutien)                                                 |                       |                                                           |
| 2014  | Tumbang Preso (dans la boîte)         | Carlo (rôle principal)                                                   |                       |                                                           |
| 2013  | Kimmy Dora : Préquelle d'Ang Kiyemeng | Public de théâtre (rôle de soutien)                                      |                       |                                                           |
| 2013  | Bromance : la romance de mon frère    | Teen Brando / Teen Brandy (comme Ronald de Santos Jr.) (Rôle de soutien) |                       |                                                           |

## Récompenses et nominations
| Remise des prix   | Année | Catégorie                                | Nomination    | Résultat   | Ref.  |
| ----------------- | ----- | ---------------------------------------- | ------------- | ---------- | ----- |
| Prix RAWR         | 2020  | Beshie Ng Taon                           | "Je suis toi" | Nomination | [ 1 ] |
| PUSH Music Awards | 2020  | Pousser l'étoile révolutionnaire de 2020 | "Lui-même"    | En attente | [ 2 ] |